# Hamad Ubajd
Hamad Ubajd (ar.  حماد عبيد) – syryjski polityk i wojskowy związany z partią Baas.

## Życiorys
Pochodził z rodziny średnich posiadaczy ziemskich z regionu As-Suwajdy. Był z pochodzenia Druzem. Jego dziad i ojciec walczyli w antyfrancuskim powstaniu w Syrii w latach 1925-1927; ojciec zginął.
W latach 1963–1966 był członkiem Przywództwa Regionalnego partii Baas. Należał również do rozszerzonego składu. Komitetu Wojskowego partii, który przeprowadził zamach stanu w Syrii 8 marca 1963 i objął po nim faktyczną władzę w kraju. W 1964 został dowódcą 72 brygady pancernej wojska syryjskiego; dowodził nią do 1965. Okazał się dowódcą niekompetentnym i niepopularnym, zarzucano mu ponadto korupcję. Był oskarżany o stłumienie powstania antyrządowego w Hamie w 1964 i zastosowanie szczególnie drastycznych środków represji. Według Nikolaosa van Dama za prawdopodobną należy jednak uznać wersję Mustafy Talasa, który podał, że odpowiedzialny za bombardowania Hamy był Izzat Dżadid. Raphael Lefèvre uważa natomiast, że decyzja o tłumieniu powstania zapadła na najwyższym szczeblu, a przesądzili o niej gen. Amin al-Hafiz i gen. Salah Dżadid.
We wrześniu 1965 wszedł do rządu Jusufa Zu’ajjina jako minister obrony i pozostał na tym stanowisku do upadku gabinetu w grudniu tego samego roku. W rywalizacji o władzę w kraju między Salahem Dżadidem i Hafizem al-Asadem oraz popierającymi ich oficerami a Aminem al-Hafizem i jego zwolennikami popierał początkowo al-Hafiza. Następnie jednak zaczął sympatyzować z pierwszą, radykalną frakcją. Miał nadzieję na odzyskanie stanowiska rządowego, jednak jego brak kompetencji dowódczych sprawił, że go nie otrzymał. Po przeprowadzeniu przez Dżadida i al-Asada zamachu stanu w lutym 1966 nie został wybrany do nowego składu Przywództwa Regionalnego partii. Zgodził się wówczas na propozycję grupy zwolenników obalonego al-Hafiza, by zorganizować w Aleppo kolejny przewrót. Plany te zostały jednak szybko wykryte, a Ubajd aresztowany. Postawiony przed sądem, został uznany za winnego nielegalnego wzbogacenia się i nadużycia stanowiska.